# Jurij Patrikejev
Jurij Nikolajevič Patrikejev (* 28. září 1979 Kirovo-Čepeck, Sovětský svaz) je bývalý ruský zápasník klasik, bronzový olympijský medailista z roku 2008, který od roku 2007 reprezentoval Arménii.

## Sportovní kariéra
Zápasit začal v rodném Kirovo-Čepecku pod vedením Pavla Vertunova. Od roku 1999 se vrcholově připravoval v Krasnodaru pod vedením Igora Ivanova. V ruské reprezentaci se prosazoval od roku 2001 v supertěžké váze do 120 kg. Nesplňoval však podmínky nástupce Alexandra Karelina a reprezentační vedení klasického zápasu upřednostnilo při nominaci na olympijské hry v Athénách v roce 2004 Chasana Barojeva. V roce 2006 kývnul na nabídku reprezentovat Arménii. V roce 2008 se kvalifikoval na olympijské hry v Pekingu a přes opravného pavouka vybojoval bronzovou olympijskou medaili. V roce 2012 se rozloučil se sportovní kariérou postupem do druhého kola na olympijských hrách v Londýně.

## Výsledky
| Olympijské hry     |     |    |   | —  |     |   |     | 3. |     |    |     | úč. |
| Mistrovství světa  | úč. | 3. | — |    | —   | — | 3.  |    | úč. | 2. | úč. |     |
| Mistrovství Evropy | —   | 1. | — | 1. | úč. | — | úč. | 1. | 1.  | —  | 3.  | 3.  |